# Sacrament of Wilderness
"Sacrament of Wilderness" é uma canção da banda finlandesa de metal sinfônico Nightwish, lançada como primeiro single do álbum Oceanborn em 25 de novembro de 1998 através da Spinefarm Records.

## Produção e lançamento
A canção foi gravada no estúdio Caverock, localizado na cidade de Kitee, Finlândia entre agosto e outubro de 1998 durante as sessões de gravação do álbum Oceanborn, sendo o primeiro trabalho oficial da banda a contar com o baixista Sami Vänskä.
A faixa foi originalmente lançada como um split single no formato de CD em 25 de novembro de 1998, contendo as canções "Burning Flames' Embrace" do Eternal Tears of Sorrow (do álbum Vilda Mánnu) e "The Crow and the Warrior" do Darkwoods My Betrothed (do álbum Witch-Hunts), sendo ambas as bandas também gerenciadas pela gravadora Spinefarm. A coruja com o pergaminho que aparece na capa do single foi a mesma usada na capa dos discos Oceanborn e Wishmaster.
"Sacrament of Wilderness" alcançou o primeiro lugar nas paradas finlandesas, e posteriormente foi certificado com Disco de Ouro por suas vendas no país.

## Videoclipe
O videoclipe da canção possui imagens de uma performance ao vivo da banda em Kitee, Finlândia na noite de 13 de novembro de 1998, último concerto da The First Tour of the Angels, e primeira apresentação com o baixista Sami Vänskä. Todos os membros do grupo, exceto Vänskä, possuíam cabelos curtos na época, pois os rapazes tinham obrigações militares a cumprir no Exército da Finlândia. O videoclipe foi posteriormente incluído como material bônus no DVD From Wishes to Eternity (2001).

## Performances ao vivo

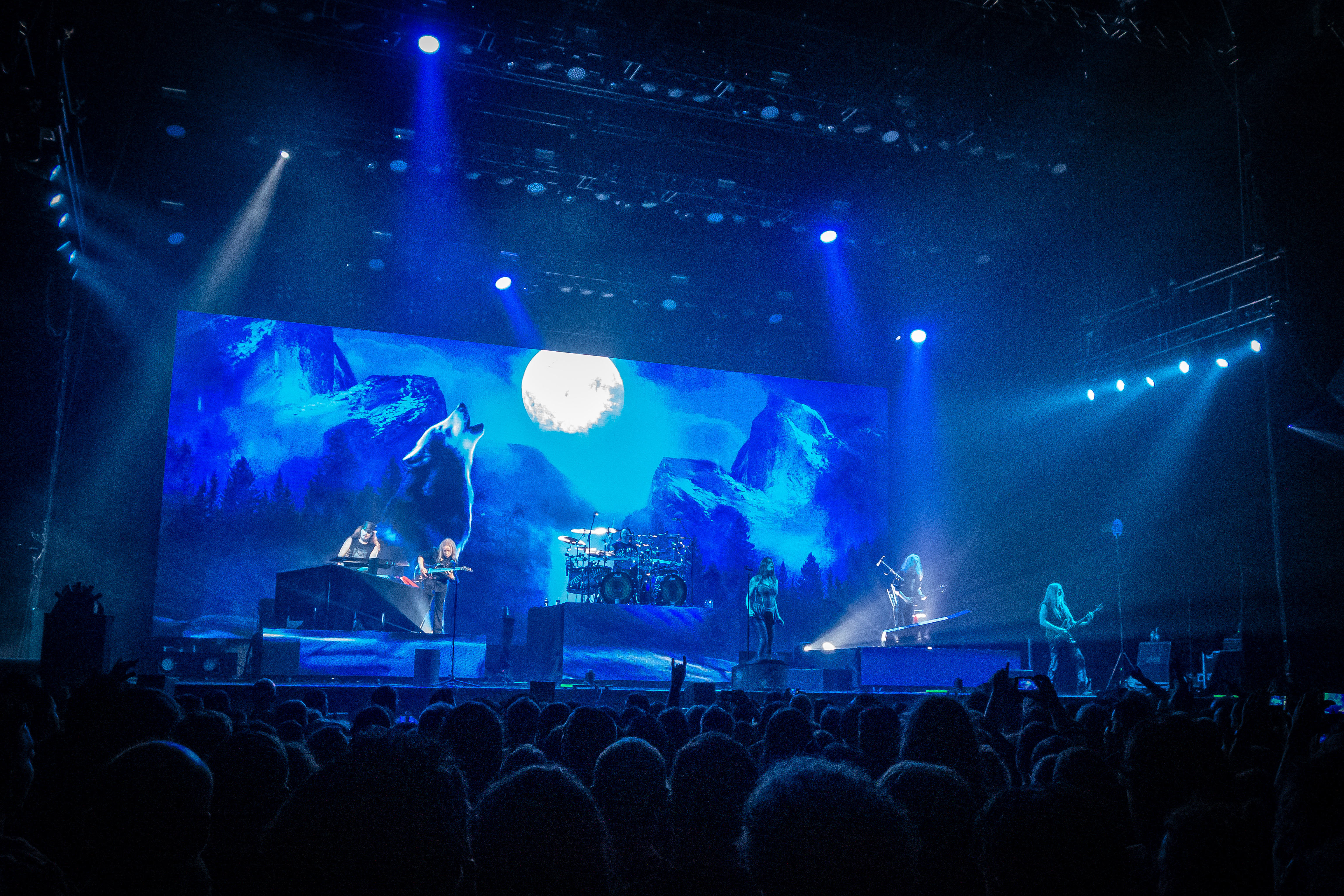
A banda performando a canção em Genebra, Suíça em 2018

A canção foi tocada ao vivo pela primeira vez durante o último concerto da The First Tour of the Angels, e permaneceu regularmente no repertório da banda até a World Tour of the Century em 2002, retornando somente em 2007 com a segunda vocalista Anette Olzon e com algumas variações instrumentais, como a inclusão de um trecho da canção "Moskau" do grupo alemão Dschinghis Khan durante o solo de teclado de Tuomas Holopainen. Após isso, a faixa foi reintroduzida ao setlist somente dez anos depois durante a Decades: World Tour, uma turnê comemorativa focada em canções raras e clássicas da banda, dessa vez com os vocais principais da terceira vocalista Floor Jansen.
No entanto, Holopainen afirmou em entrevistas que a canção nunca mais seria tocada novamente pela banda após o encerramento da turnê. Anteriormente, o baixista e vocalista Marko Hietala também já havia declarado não gostar muito da canção por achá-la "previsível", embora "ainda fosse uma boa adição ao repertório".

## Faixas
| N.º            | Título                     | Letras                  | Música                    | Duração |  |
| 1.             | "Sacrament of Wilderness"  | Tuomas Holopainen       | Holopainen Emppu Vuorinen | 4:09    |  |
| 2.             | "Burning Flames' Embrace"  | Eternal Tears of Sorrow | Eternal Tears of Sorrow   | 4:06    |  |
| 3.             | "The Crow and the Warrior" | Hexenmeister            | Hallgrim                  | 4:21    |  |
| Duração total: | Duração total:             | Duração total:          | Duração total:            | 12:36   |  |

## Desempenho comercial
| Paradas (1998)                      | Melhor posição |
| ----------------------------------- | -------------- |
| Finlândia (Suomen virallinen lista) | 1              |

| Região                        | Certificação |
| ----------------------------- | ------------ |
| Finlândia (Musiikkituottajat) | Ouro         |

## Créditos
Banda
- Tuomas Holopainen – teclado
- Emppu Vuorinen – guitarra
- Tarja Turunen – vocais
- Jukka Nevalainen – bateria
- Sami Vänskä – baixo